# Cotinis

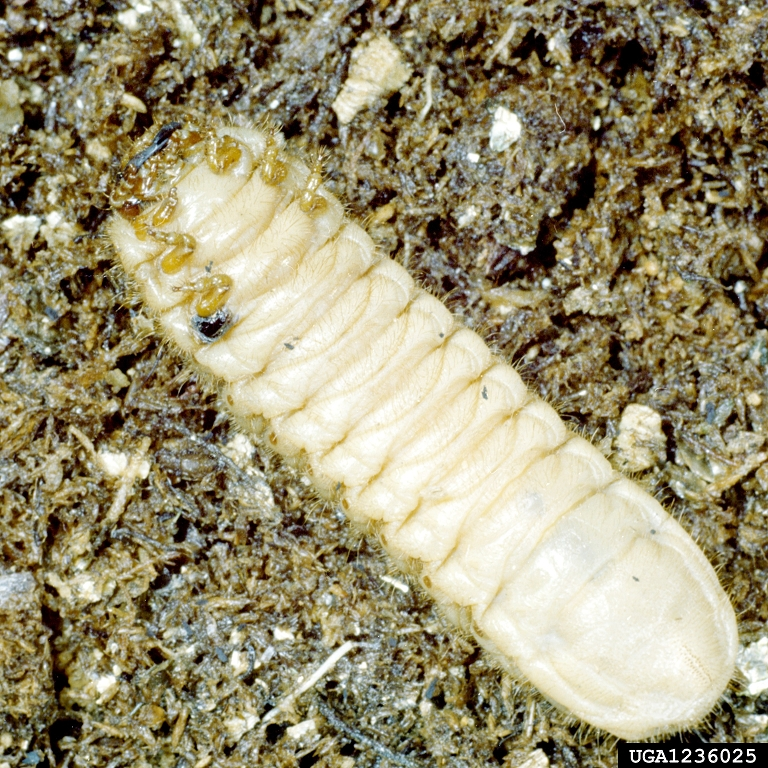
Cotinis nitida, larva

Cotinis es un género de escarabajos distribuido en América del norte y del sur, con su mayor diversidad en México. Por lo menos dos especies (Cotinis mutabilis y Cotinis nitida) son plagas frecuentes. El género fue descrito por Hermann Burmeister en 1842.
En general son de color verde con brillos castaños, a veces con tonos verdes metálicos. El escutelo está cubierto por la base del pronoto.

## Especies
El género contiene 27 especies:
- Cotinis aliena Woodruff, 2008
- Cotinis antonii (Dugés, 1878)
- Cotinis barthelemyi (Gory & Percheron, 1833)
- Cotinis beraudi Delgado, 1998
- Cotinis boylei Goodrich, 1966
- Cotinis columbica Burmeister, 1842
- Cotinis fuscopicea Goodrich, 1966
- Cotinis ibarrai Deloya & Ratcliffe, 1988
- Cotinis impia (Fall, 1905)
- Cotinis laticornis Bates, 1889
- Cotinis lebasi (Gory & Percheron, 1833)
- Cotinis lemoulti Antoine, 2007
- Cotinis mutabilis (Gory & Percheron, 1833)
- Cotinis nitida (Linnaeus, 1764)
- Cotinis olivia Bates, 1889
- Cotinis orientalis Deloya & Ratcliffe, 1988
- Cotinis pauperula Burmeister, 1847
- Cotinis polita Janson, 1876
- Cotinis pokornyi Deloya, Ibáñez-Bernal, & Nogueira, 2000
- Cotinis producta Bates, 1889
- Cotinis pueblensis Bates, 1889
- Cotinis punctatostriata Bates, 1889
- Cotinis rufipennis Bates, 1889
- Cotinis sinitoc Deloya, Ibáñez-Bernal, & Nogueira, 2000
- Cotinis sphyracera Deloya & Ratcliffe, 1988
- Cotinis subviolacea (Gory & Percheron, 1833)
- Cotinis viridicyanea (Perbosc, 1839)